# Aeroportul Nunapitchuk
Aeroportul Nunapitchuk (IATA: NUP, ICAO: PPIT, FAA LID: 16A) este un aeroport din Alaska, Statele Unite ale Americii ce deservește zona Nunapitchuk⁠(d). Aeroportul a fost tranzitat în 2019 de 8.374 de pasageri. A fost numit după zona deservită.
Situat la o altitudine de 4 m, aeroportul dispune de 1 pistă.

## Infrastructură

### Piste
Aeroportul dispune de o singură pistă. Pista 18/36 are dimensiunile 2.420 picioare × 75 picioare. 